# Carlshamn Oakleaves
Carlshamn Oakleaves är en klubb i Karlshamn som spelar amerikansk fotboll. Lagets hemmaarena heter Oakland, ett före detta flygfält i Asarum.
Klubben startade sin verksamhet i april 1994. 1995 var första året i seriespel med ett seniorlag. Första matchen spelades mot Västbo Goblins från Gislaved och slutade med en 56-0 förlust, resterande matcher slutade på liknande sätt. I returen mot Västbo gjordes lagets första touchdown av Lars "Smulan" Nilsson.
Säsongen 2010 hade klubben aktiva lag i senior div. I södra , U19, U17, U13 och U11. Division 1 hade inför säsongen 2010 blivit Sveriges näst högsta division .
2009 och 2011 vann U13 laget Dukes Tourney.

### Fotnoter
1. ↑  IIS Sveriges Amerikanska Fotbollsförbund  - Division 1 Arkiverad 8 december 2010 hämtat från the Wayback Machine.
2. ↑  Sveriges Amerikanska Fotbollsförbund  - Division 1 Arkiverad 8 december 2010 hämtat från the Wayback Machine.